# Dougouolo
Dougouolo is een gemeente (commune) in de regio Ségou in Mali. De gemeente telt 8700 inwoners (2009).
De gemeente bestaat uit de volgende plaatsen:
- Dougouolo
- Kaniégnè
- Namaziéla
- Pèguèna 1
- Pèguèna 2
- Pétésso